# كلوك تاور (لعبة فيديو 1995)
كلوك تاور (باليابانية:クロックタワー) ، هي لعبة فيديو من صنف رعب البقاء ولعبة فيديو مغامرات ، أنتجت من قبل شركة يابانية تعرف هيومان انترتينمنت سنة 1995م، وتتوفر اللعبة لدى نظام سوبر نينتندو إنترتينمنت سيستم باللغة اليابانية فقط، إلا أن أحد المستخدمين الأخرين تمكنوا من ترجمة اللعبة إلى اللغة الإنجليزية، وصدرت سنة 1997م لنظام بلاي ستيشن باللغتين الإنجليزية واليابانية .

## قصة اللعبة
تدور القصة حول المعلمة لوريا وأربعة من المراهقات الطالبات وهن جينفير سمبسون ولوتي وآن، وهن يسيرن في إحدى المقاطعات النرويجية ، وهن يسيرن في الغابة في ظروف غامضة ومظلمة، ووصلن إلى المنزل الجميل والمخيف في نفس الوقت ولها برج الساعة ليدق الجرس، وتفاجأ بطلة اللعبة جنيفير سمبسون باختفاء الطالبات وموت المعلمة داخل دورة المياه، وظهور القاتل يحمل المقص الضخم وهو يطارد بطلة اللعبة جنيفير، وبرغم أن اللعبة ثنائية الأبعاد إلا نهاية البطلة في اللعبة مابين النجاة من القاتل ولوريا التي تحولت إلى امرأة قاتلة، أو الموت، وتتكون خاتمة اللعبة من 7 مشاهد .

## وصلات خارجية
- Clock Tower Instruction manual at قنبلة عملاقة
- Clock Tower at جيم فاكس
- Clock Tower ~The First Fear~ at جيم فاكس
- Clock Tower at موبي جيمز
- English patch for Clock Tower by Aeon Genesis
- Clock Tower English screen captures
- Le Manoir Burroughs نسخة محفوظة 7 أغسطس 2020 على موقع واي باك مشين. A french fan site
- Soundtrack Information at snesmusic.org